# 協和工業
協和工業株式会社（きょうわこうぎょう、英: KYOWA KOGYO CO., LTD. ）は、愛知県大府市に本社を置くユニバーサルジョイントメーカーである。

## 概要
1942年（昭和17年）創業のユニバーサルジョイント専門メーカーで、冷間鍛造製法を用いたユニバーサルジョイントやステアリングジョイントの製造・販売を行っている。
また、ユニバーサルジョイントのシェアは国内トップで特に農業機械や産業車両ではシェア100%である。

## 沿革
- 1942年（昭和17年） - 個人創業。
- 1953年（昭和28年） - 前身となる合資会社を設立。
- 1965年（昭和40年） - 「協和工業株式会社」に商号を変更。
- 2002年（平成14年） - ISO 14001認証を取得。
- 2005年（平成17年） - ISO 9001認証を取得。同年、愛知ブランド企業の認定を受ける[1]。
- 2007年（平成19年） - 中小企業庁による「元気なモノ作り中小企業300社」に選出[2]。
- 2009年（平成21年） - タイにGMBとの合弁会社で現地法人の「タイ協和GMB」を設立。

## 事業所
- 本社・本社工場（愛知県大府市）
- 長浜工場（滋賀県長浜市）

## 関連会社
- THAI KYOWA GMB CO.,LTD.（タイ）